# Třída U 117
Třída U 117 (jinak též třída UE II) byla třída ponorek německé Kaiserliche Marine z období první světové války. Celkem bylo postaveno deset jednotek této třídy. Ve službě v německém námořnictvu byly v roce 1918. Žádná nebyla za války ztracena. Po válce ponorky v rámci reparací získala Francie, Itálie, Japonsko a Velká Británie. Francie následně jednu ponorku provozovala do roku 1937 a Japonsko další do roku 1922.

## Stavba
Celkem bylo postaveno deset jednotek této třídy. Nesly označení projekt 45. Po pěti postavily německé loděnice AG Vulcan Stettin a Blohm & Voss v Hamburku.
Jednotky třídy U 117:
| Jméno | Loděnice              | Založení kýlu | Spuštění na vodu  | Vstup do služby | Osud |
| ----- | --------------------- | ------------- | ----------------- | --------------- | --- |
| U 117 | AG Vulcan, Hamburg    | 1916          | 10. prosince 1917 | březen 1918     | Roku 1918 předána USA, 22. června 1921 potopena jako cvičný cíl při pokusném leteckém bombardování.                          |
| U 118 | AG Vulcan, Hamburg    | 1916          | 23. února 1918    | květen 1918     | Po válce přidělena Francii, při vlečení ztroskotala v Hastingsu, sešrotována.                                                |
| U 119 | AG Vulcan, Hamburg    | 1916          | 4. dubna 1918     | červen 1918     | Roku 1919 předána Francii, v listopadu 1918 zařazena jako René Audry, vyřazena 1937, sešrotována.                            |
| U 120 | AG Vulcan, Hamburg    | 1916          | 20. června 1918   | srpen 1918      | Roku 1918 předána Itálii, sešrotována.                                                                                       |
| U 121 | AG Vulcan, Hamburg    | 1916          | 20. září 1918     | březen 1919     | Do konce války nebyla zařazena do služby v německém námořnictvu. Předána Francii, 1. července 1921 potopena jako cvičný cíl. |
| U 122 | Blohm & Voss, Hamburg | 1916          | 9. prosince 1917  | květen 1918     | Roku 1918 předána Velké Británii, sešrotována.                                                                               |
| U 123 | Blohm & Voss, Hamburg | 1916          | 26. ledna 1918    | červenec 1918   | Roku 1918 předána Velké Británii, sešrotována.                                                                               |
| U 124 | Blohm & Voss, Hamburg | 1916          | 28. března 1918   | červenec 1918   | Dne 13. listopadu 1918 internována ve Švédsku, předána Velké Británii, sešrotována.                                          |
| U 125 | Blohm & Voss, Hamburg | 1916          | 26. května 1918   | září 1918       | Roku 1918 předána Japonsku, v listopadu 1918 zařazena jako O1, vyřazena 1922, sešrotována.                                   |
| U 126 | Blohm & Voss, Hamburg | 1916          | 16. června 1918   | říjen 1918      | Roku 1918 předána Velké Británii, sešrotována.                                                                               |

## Konstrukce

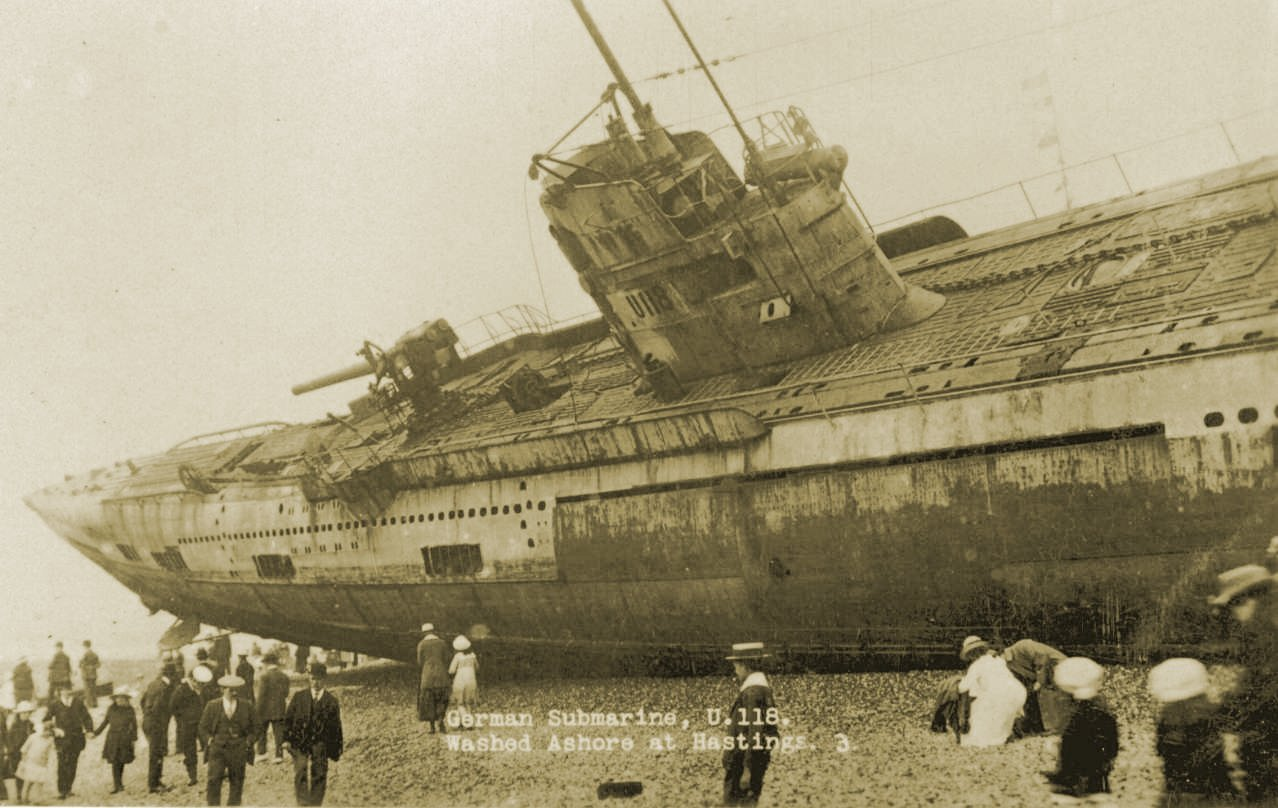
SM U 118 ztroskotaná v Hastingsu

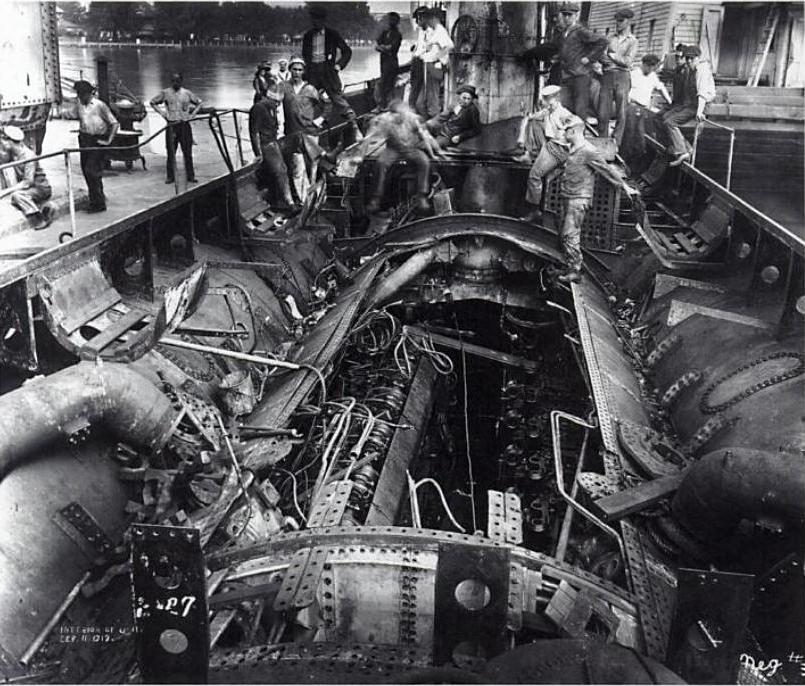
Američané při zkoumání ponorky SM U 117

Ponorky měly dvoutrupou koncepci. Byly vyzbrojeny jedním 150mm kanónem KL/45 a čtyřmi příďovými 500mm torpédomety se zásobou 12 torpéd. Dále nesly až 72 námořních min, z nichž 30 mohlo být jako rezervních uloženo na palubě. K jejich vypouštění sloužily dvě 1000mm trubice na zádi. Pohonný systém tvořily dva šestiválcové diesely MAN o výkonu 2400 bhp a dva elektromotory SSW o výkonu 1200 shp, pohánějící dva lodní šrouby. Nejvyšší rychlost dosahovala 14,7 uzlu na hladině a 7 uzlů pod hladinou. Dosah byl 9400 námořních mil při rychlosti 8 uzlů na hladině a 35 námořních mil při rychlosti 4,5 uzlu pod hladinou. Operační hloubka ponoru dosahovala 75 metrů. Ponoření trvalo 30 vteřin.

### Modifikace
Ponorka U 117 nesla kromě 150mm kanónu ještě jeden 88mm kanón KL/30. Ponorka U 123 nesla dva 150mm kanóny.